# Le Châtelet-en-Brie
Le Châtelet-en-Brie ist eine französische Gemeinde mit 4.231 Einwohnern (Stand: 1. Januar 2022) im Département Seine-et-Marne in der Region Île-de-France. Sie gehört zum Arrondissement Melun des Kantons Nangis. Die Einwohner nennen sich Châtelains.

## Geographie
Zur Gemeinde gehören die Ortschaften Le Traveteau, Saveteux, La Gatellerie und Le Domaine. Le Châtelet-en-Brie liegt am Rande des Waldes von Fontainebleau. Nachbargemeinden sind Sivry-Courtry im Norden und Westen, La Chapelle-Gauthier im Norden und Nordosten, Les Écrennes im Osten, Pamfou im Südosten, Machault und Féricy im Süden sowie Fontaine-le-Port im Südwesten.
Das Gemeindegebiet wird von den Bächen Châtelet und Chaumont durchquert, die beide zur Seine entwässern.
Durch die Gemeinde führt die Autoroute A5 und die frühere Route nationale 5bis.

## Bevölkerungsentwicklung
| Jahr      | 1962 | 1968 | 1975 | 1982 | 1990 | 1999 | 2006 | 2011 |
| Einwohner | 1170 | 1208 | 2193 | 3724 | 3980 | 4532 | 4440 | 4413 |

## Sehenswürdigkeiten
Siehe auch: Liste der Monuments historiques in Le Châtelet-en-Brie
- Kirche Sainte-Marie-Madeleine aus dem 13. Jahrhundert, 42 m hoher Glockenturm, Monument historique seit 1921
- Park und Kapelle Sainte-Reine
- Waschhaus
- Schloss Dames mit Park
- Hôtel de Ville (Rathaus), erbaut 1882/83

## Persönlichkeiten
- Louis Puissant (1769–1843), Mathematiker und Ingenieur